# PZL Bielsko SZD-29
Die PZL Bielsko SZD-29 Zefir 3 ist ein polnisches Hochleistungssegelflugzeug für die Offene Klasse. Konstruiert und gebaut wurde es im Szybowcowy Zakład Doświadczalny (deutsch Segelflugzeug-Entwicklungswerk).

## Entwicklung
Die SZD-29 ist der Nachfolger der SZD-19 Zefir 2 von 1960, stellt aber eine Neukonstruktion mit vergrößerter Spannweite und veränderter Tragflügel- und Leitwerksform dar. Sie wurde von einer Gruppe unter der Leitung von Bogumił Szuba eigens für die in South Cerney stattfindende Segelflug-Weltmeisterschaft von 1965 entwickelt. Da der Termin dafür jedoch nicht gehalten werden konnte, ging die polnische Mannschaft schließlich mit der Foka 4 an den Start. 1964 wurde der erste Prototyp mit dem Kennzeichen SP–2465 fertiggestellt und anschließend statischen Tests unterzogen. Den Erstflug absolvierte Stanisław Szydlewski am 25. April 1965. Zwar kam die Zefir 3 für die Meisterschaften in England zu spät, doch konnte Jerzy Popiel mit ihr die im selben Jahr stattfindende polnische Meisterschaft überlegen für sich entscheiden. Insgesamt wurden nur zwei Exemplare gebaut.

## Aufbau
Die SZD-29 ist ein freitragender Schulterdecker in Halbschalenbauweise mit Sperrholzbeplankung, spindelförmigem Rumpf und elliptischem bis kreisrundem Querschnitt. Der Bug  sowie die Rumpf-Flügel-Übergänge bestehen aus GFK. Das Flugzeug ist mit einem Bremsschirm ausgestattet. Der holmlose Tragflügel ist zweiteilig, trapezförmig und besitzt ein Laminar-Profil Er ist ebenfalls sperrholzbeplankt und zur Stabilisierung mit Polyester ausgeschäumt. Erstmals wurden bei einem Segelflugzeug Spreizklappen und Querruder über die gesamte Spannweite hin verwendet. Auf Ober- und Unterseite befinden sich Schempp-Hirth-Luftbremsen. Das freitragende Leitwerk besteht aus dem Pendel-Höhenruder und einem sehr hohen Seitenruder. Das gefederte Fahrwerk besteht aus dem starren Heck- und dem vollständig einziehbaren Hauptrad (Maße 300 × 135 mm).

## Technische Daten
| Kenngröße              | Daten                                     |
| ---------------------- | ----------------------------------------- |
| Spannweite             | 19,00 m                                   |
| Länge                  | 8,00 m                                    |
| Höhe                   | 2,10 m                                    |
| Flügelfläche           | 15,70 m²                                  |
| Flügelstreckung        | 23                                        |
| Flügelbelastung        | 33,2 kg/m²                                |
| Leermasse              | 434 kg                                    |
| Startmasse             | 524 kg                                    |
| Höchstgeschwindigkeit  | 300 km/h                                  |
| Mindestgeschwindigkeit | 72 km/h 65 km/h mit ausgefahrenen Klappen |
| Gleitzahl              | 42 bei 103 km/h                           |
| Geringstes Sinken      | 0,68 m/s bei 102 km/h                     |
| Profil                 | NACA 66-215-416                           |
| Besatzung              | 1                                         |